# Daiki Yamamoto
Daiki Yamamoto (japanisch 山本 大稀 Yamamoto Daiki; * 25. März 1992 in Fujiidera, Präfektur Osaka) ist ein japanischer Fußballspieler.

## Karriere
Daiki Yamamoto erlernte das Fußballspielen in der Schulmannschaft der Yonago Kita High School und der Universitätsmannschaft der Osaka University of Health and Sport Sciences. Seinen ersten Vertrag unterschrieb er 2014 bei Gainare Tottori. Der Verein, der in der Präfektur Tottori beheimatet ist, spielte in der dritthöchsten Liga des Landes, der J3 League. Für den Verein absolvierte er 45 Ligaspiele. 2016 wechselte er nach Utsunomiya zum Ligakonkurrenten Tochigi SC. Für den Verein stand er zwanzigmal in der Liga auf dem Spielfeld. 2017 wechselte er zu Amitie SC Kyoto (heute: Ococias Kyoto AC). Für den Verein absolvierte er 32 Ligaspiele. 2020 wechselte er nach Wakayama zum Regionalligisten Arterivo Wakayama. Nach einem Jahr verließ er den Verein und schloss sich im Januar 2021 dem Viertligisten FC Kariya an.